# Worton (Wiltshire)
Worton è un villaggio e una parrocchia civile del West Oxfordshire nel Wiltshire e situato nel Sud Ovest dell'Inghilterra, Regno Unito.

## Geografia

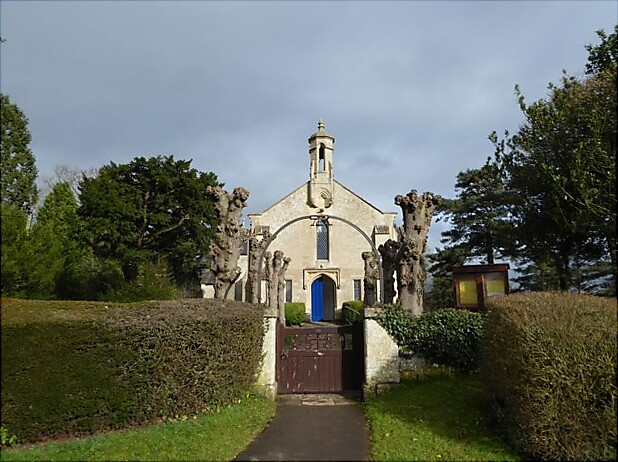
Chiesa di Cristo

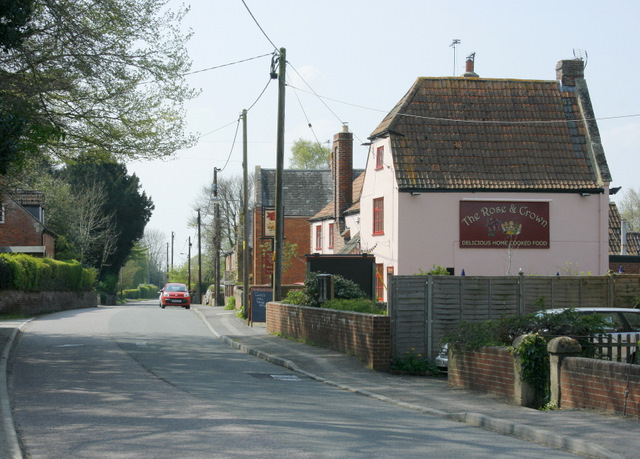
The Rose And Crown Inn

Worton è un piccolo villaggio situato nella contea del Wiltshire, in Inghilterra. Si trova a circa 5 miglia a nord della città di Devizes, è circondato da campagna ed è vicino al canale Kennet e Avon.

## Storia
Nel 1086, ai tempi del Domesday Book, Worton era considerato parte del feudo di Potterne, che apparteneva al vescovo di Salisbury, e non ci sono informazioni sull'insediamento in quel periodo. La prima menzione registrata di Worton è in un documento del 1173, descritto col nome di Wrton. Si pensa che il nome significhi una fattoria con un orto o semplicemente un orto, forse indicando il suo ruolo all'interno del maniero di Potterne. Il nome mutò in Wurton nel 1195 e poi in Worton entro il 1220. Nel 1377 si pensa che vivessero sul territorio tra le 120 e le 150 persone. Il vescovado di Salisbury vendette gran parte della terra di Worton alla famiglia Gaisford a metà del XVIII secolo. Nel XIX e a metà del XX secolo la popolazione si attestava tra 300 e 400 persone. Fu la costruzione di nuovi complessi residenziali a sud della parrocchia civile che presto fece aumentare i residenti. La parrocchia ecclesiastica di Worton fu formata nel 1852 quando le decime di Worton e Marston furono unite insieme. Worton e Marston erano state in precedenza decime di Potterne e parte di quella parrocchia. I residenti si recavano a Potterne per andare in chiesa lungo una strada rialzata. Dopo il 1852 furono effettivamente gestite come parrocchie civili separate. Nel 1883 una piccola parte di Potterne fu trasferita a Worton. Fu nel 1894, dopo il Local Government Act, che Worton divenne ufficialmente una parrocchia civile ed ebbe un consiglio parrocchiale. Worton crebbe di nuovo nel 1934 quando una piccola parte di Potterne fu trasferita a Worton. Worton e Marston sono strettamente collegate e condividono una scuola e una chiesa. L'agricoltura è sempre stata l'occupazione principale, ma anche l'industria tessile fu importante per questa parte del Wiltshire e Worton fu conosciuta per i numerosi sarti che qui furono attivi nel XVI e XVII secolo. Tra questi c'era John Flower che a metà del XVI secolo aveva 800 pecore e quattro telai. Nel 1841 la maggior parte del terreno era utilizzata come pascolo. Nel dicembre 1829 fu presa la decisione di recintare parte del terreno comune della decima per favorire i poveri. Nel 1855 a Worton erano attive numerose attività commerciali, come droghieri e fornai, un calzolaio, un fabbro e un commercinate di mais.

## Monumenti e luoghi d'interesse
Nel territorio di Worton sono presenti vari punti di interesse. Molti degli edifici all'interno della parrocchia sono in mattoni rossi, sicuramente quelli costruiti dopo il XVIII secolo. A Worton fino al 1970 c'era un mulino funzionante. Worton Mill era stato costruito nel 1855 e utilizzato come mulino per il mais sul sito di un precedente mulino. È un edificio in mattoni rossi a quattro piani che poi è stato convertito in una casa di abitazione. Si tratta di un edificio classificato di seconda categoria e diverse case sono edifici classificati. Marsh Farmhouse sulla Seend Road, ad esempio, è classificata di seconda categoria e risale al XVII secolo, con modifiche nel XIX secolo. Alcune parti di Manor Farmhouse risalgono al XVI secolo. Negli anni ottanta nel villaggio sono state trovate prove di un edificio che probabilmente era un birrificio. La sala del villaggio fu costruita nel 1911 e finanziata in parte tramite donazioni da parte di residenti. In origine era nota come Library Hall, poiché il resto del denaro fu donato da Andrew Carnegie, uno scozzese-americano che promosse pubblicamente l'importanza delle biblioteche pubbliche inglesi. Tra gli edifici di maggiore interesse:
- Chiesa di Cristo. Risale al XIX secolo e dal 3 aprile 1987 è considerata un monumento classificato di seconda categoria.[4]
- The Rose And Crown Inn. Si tratta di una locanda risale al XVII secolo e dal 3 aprile 1987 è considerata un monumento classificato di seconda categoria.[5][6]